# Bleigny-le-Carreau
Bleigny-le-Carreau ist eine französische Gemeinde mit 282 Einwohnern (Stand: 1. Januar 2022) im Département Yonne in der Region Bourgogne-Franche-Comté; sie gehört zum Arrondissement Auxerre und zum Kanton Auxerre-3 (bis 2015: Kanton Auxerre-Est).

## Geographie
Bleigny-le-Carreau liegt etwa vier Kilometer östlich von Auxerre. Umgeben wird Bleigny-le-Carreau von den Nachbargemeinden Montigny-la-Resle im Norden, Lignorelles im Nordosten, Beine im Osten und Südosten, Venoy im Süden und Westen sowie Villeneuve-Saint-Salves im Westen und Nordwesten.
Venoy gehört zum Weinbaugebiet Bourgogne.

## Bevölkerungsentwicklung
| Jahr                      | 1962 | 1968 | 1975 | 1982 | 1990 | 1999 | 2006 | 2012 |
| Einwohner                 | 169  | 174  | 232  | 232  | 232  | 237  | 317  | 306  |
| Quelle: Cassini und INSEE |      |      |      |      |      |      |      |      |

## Sehenswürdigkeiten
- Kirche Saint-Pierre
- Dolmen von Bleigny-le-Carreau, seit 1889 Monument historique
- Waschhäuser